# روبرت داربینیان
روبرت داربینیان (ارمنی: Ռոբերտ ԴԱՐԲԻՆՅԱՆ؛ زادهٔ ۴ اکتبر ۱۹۹۵ در تولیاتی) بازیکن فوتبال در پست مدافع اهل ارمنستان است.

## باشگاهی
از باشگاه‌هایی که در آن بازی کرده‌است می‌توان به شیراک و بانانتس اشاره کرد.
تا تاریخ match played 3 October 2018.
| باشگاه         | فصل     | لیگ               | لیگ    | لیگ  | جام حذفی | جام حذفی | قاره‌ای | قاره‌ای | سایر   | سایر | مجموع  | مجموع |
| باشگاه         | فصل     | دسته              | بازی‌ها | گل‌ها | بازی‌ها   | گل‌ها     | بازی‌ها | گل‌ها   | بازی‌ها | گل‌ها | بازی‌ها | گل‌ها  |
| -------------- | ------- | ----------------- | ------ | ---- | -------- | -------- | ------ | ------ | ------ | ---- | ------ | ----- |
| شیراک (قرضی)   | ۱۵–۲۰۱۴ | لیگ برتر ارمنستان | ۲۱     | ۱    | ۱        | ۰        | ۱      | ۰      | ۰      | ۰    | ۲۳     | ۱     |
| شیراک          | ۱۶–۲۰۱۵ | لیگ برتر ارمنستان | ۸      | ۰    | ۰        | ۰        | –      | –      | ۰      | ۰    | ۸      | ۰     |
| شیراک          | ۱۷–۲۰۱۶ | لیگ برتر ارمنستان | ۱۲     | ۰    | ۲        | ۰        | ۴      | ۰      | ۰      | ۰    | ۱۸     | ۰     |
| شیراک          | ۱۸–۲۰۱۷ | لیگ برتر ارمنستان | ۲۶     | ۰    | ۳        | ۰        | ۲      | 0      | 1      | ۰    | ۳۲     | ۰     |
| شیراک          | مجموع   | مجموع             | ۶۷     | ۱    | ۶        | ۰        | ۷      | ۰      | ۱      | ۰    | ۸۱     | ۱     |
| Ararat-Armenia | ۱۹–۲۰۱۸ | لیگ برتر ارمنستان | ۲      | ۰    | ۲        | ۰        | –      | –      | –      | –    | ۴      | ۰     |
| بانانتس        | ۲۰۱۸–۱۹ | لیگ برتر ارمنستان | ۱۱     | ۰    | ۱        | ۰        | ۰      | ۰      | –      | –    | ۱۲     | ۰     |
| بانانتس        | ۲۰۱۹–۲۰ | لیگ برتر ارمنستان | ۱۵     | ۰    | ۴        | ۰        | ۰      | ۰      | –      | –    | ۱۹     | ۰     |
| بانانتس        | مجموع   | مجموع             | ۲۶     | ۰    | ۵        | ۰        | ۰      | ۰      | -      | -    | ۳۱     | ۰     |
| مجموع          | مجموع   | مجموع             | ۹۵     | ۱    | ۱۳       | ۰        | ۷      | ۰      | ۱      | ۰    | ۱۱۶    | ۱     |

Notes
1. 1 2 3  بازی‌ها در جام استقلال ارمنستان
2. ↑  بازی‌ها در 2014–15 UEFA Europa League qualifying
3. ↑  بازی‌ها در 2016–17 UEFA Europa League qualifying
4. ↑  بازی‌ها در 2017–18 UEFA Europa League qualifying
5. ↑  بازی‌ها در سوپر جام فوتبال ارمنستان
6. ↑  بازی‌ها در 2018–19 UEFA Europa League qualifying
7. ↑  بازی‌ها در 2019–20 UEFA Europa League qualifying

## تیم ملی
وی همچنین در تیم‌های ملی فوتبال زیر ۱۷ سال ارمنستان، زیر ۱۹ سال ارمنستان، و ارمنستان بازی کرده‌است. داربینیان نخستین بازی ملی خود را که یک بازی دوستانه بود در تاریخ ۲۷ مارس ۲۰۱۸ در ایروان در مقابل تیم ملی فوتبال لیتوانی انجام داده‌است.
تا تاریخ matches played 30 July 2018.
| تیم ملی                 | سال   | بازی ها | گل‌ها |
| ----------------------- | ----- | ------- | ---- |
| تیم ملی فوتبال ارمنستان | ۲۰۱۸  | ۱       | ۰    |
| مجموع                   | مجموع | ۱       | ۰    |